# Lieferung
Die Lieferung (auch Auslieferung; englisch delivery) ist beim Versendungskauf die Übergabe von Waren durch den Lieferanten oder in dessen Auftrag durch Logistikdienstleister oder Postunternehmen an den Kunden.

## Allgemeines
Beteiligte bei einer Lieferung sind der Lieferant als Verkäufer, sein Kunde als Käufer und gegebenenfalls vom Lieferanten beauftragte Transportunternehmen. Die Lieferung ist ein umfassender Vorgang mit meist drei Phasen, der beim Lieferanten als Ablader für den Gütertransport beginnt und mit der Ablieferung durch den Frachtführer beim Käufer endet. Der Lieferungsbegriff umfasst einerseits als Lieferobjekte materielle Güter in Form beweglicher Sachen wie Waren, Handelswaren oder Commodities, so dass Grundstücke oder grundstücksgleiche Rechte im Rahmen eines Grundstückskaufvertrags nicht erfasst werden. Andererseits setzt die Lieferung eine örtliche Distanz zwischen Verkäufer und Käufer wie beim Versendungskauf oder im Online-Handel voraus. Wird – wie im Präsenzhandel – die Ware beim Kauf sofort an den Verkäufer übergeben und von diesem durch Barzahlung bezahlt (wie beim Kauf im Supermarkt), handelt es sich im engeren Sinne nicht um eine Lieferung. Der Begriff der Lieferung ist auf den Kaufvertrag über Waren, Werkvertrag, bestimmte Liefergeschäfte (wie Sukzessivlieferungsvertrag, Ratenlieferungsvertrag, Teillieferungs- und Dauerlieferungsvertrag), Bierlieferungsvertrag und Werklieferungsvertrag zu beschränken. Einem gewissen Sonderstatus unterliegen Geschäfte über Strom (Stromliefervertrag), Gas, Wasser und Wärme (Wärmelieferung). Sie werden nach überwiegender Ansicht wie eine Warenlieferung behandelt, also kaufrechtlich. Dienstleistungen werden nicht „geliefert“, sondern erbracht.

## Herkunft
Das dem Substantiv „Lieferung“ zugrunde liegende Verb „liefern“ ist ein Lehnwort aus dem Lateinischen. Hier besaß es die Bedeutung „fort schicken, schicken“ (lateinisch liberare), was noch heute im englischen Lieferbegriff (englisch delivery) vorkommt. Bereits im Jahre 1299 ist dem Deutschen Rechtswörterbuch zufolge das Verb „liefern“ in einer Urkunde aus der Reichsstadt Friedberg in Hessen bezeugt, durch die eine Witwe Güter bei Friedberg, Södel und Melbach dem Kloster Thron gegen eine lebenslange Korngülte übertrug. Der Lexikograf Carl Günther Ludovici definierte die Lieferung bereits 1747 in seinem kaufmännischen Lexikon wie folgt: „Liefferung … heißt … unter Kaufleuten die Übergebung oder Übersendung einer bestellten … Waare“. Danach beschränkte Ludovici die Lieferung auf Kaufleute, was auch noch im Jahre 1800 galt, jedoch heute nicht mehr der Fall ist.

## Rechtsfragen
Die Lieferung spielt insbesondere im Zivilrecht, bei der Bilanzierung und im Umsatzsteuerrecht eine wesentliche Rolle.

### Zivilrecht
Nach § 433 Abs. 1 Satz 1 BGB erfüllt der Verkäufer durch Lieferung seine Pflicht, den Kaufgegenstand an den Käufer zu übergeben und ihm das Eigentum an der Sache zu verschaffen. Mit der Lieferung ist durch Übergabe die Eigentumsübertragung an den Käufer verbunden, Ausnahmen bestehen bei der Lieferung gegen Eigentumsvorbehalt. Deshalb erfordert die Lieferung zivilrechtlich zumindest die Verschaffung des Besitzes zu Gunsten des Kunden, im Regelfall erlangt er sogar Eigentum.
Mit der Lieferung hängt auch der Gefahrübergang zusammen:
- Beim Verbrauchsgüterkauf ist der Verkäufer Unternehmer und der Käufer Verbraucher (englisch Business-to-Consumer). Hierbei trägt der Verkäufer gemäß § 474 BGB – unter gleichzeitigem Ausschluss von § 447 BGB – das gesamte Transportrisiko, und zwar bis zur tatsächlichen Übergabe der Kaufsache an den Käufer. Wurde die Ware auf dem vorangegangenen Transportweg beschädigt oder zerstört, muss der Käufer sie nicht bezahlen, und dem Verkäufer bleibt in diesem Fall lediglich die Möglichkeit, sich den entstandenen Schaden vom Transporteur ersetzen zu lassen – eine Regelung, die vor allem dem Verbraucherschutz bei Fernabsatzverträgen dient.
- Beim Versendungskauf von Unternehmer zu Unternehmer (englisch Business-to-Business) oder von Verbraucher zu Verbraucher (englisch Consumer-to-Consumer) sind Verkäufer und Käufer einander ebenbürtige Vertragspartner. Hierbei geht die Gefahr gemäß § 447 BGB bereits mit Übergabe der Kaufsache an den Transporteur auf den Käufer über. Die Verantwortlichkeit des Verkäufers für den Transport beschränkt sich hierbei lediglich darauf, die Ware ordnungsgemäß an den vereinbarten oder vom Käufer bestimmten Transporteur zu übergeben; wird sie anschließend auf dem Transportweg beschädigt oder zerstört, muss der Käufer sie dem Verkäufer dennoch bezahlen, sich mit seiner Schadensersatzforderung (aus dem Frachtvertrag nach § 421 Abs. 1 Satz 2 HGB bzw. über die Drittschadensliquidation) dagegen an den Transporteur wenden. Eine Ersatzlieferung des Verkäufers steht ihm nicht zu.

Die Lieferung enthält in diesen Fällen im Regelfall einen Lieferschein. Er ist ein Warenbegleitpapier, mit dem eine Rechnung oder Quittung verbunden sein kann.
Ein Widerrufsrecht besteht für den Verbraucher nach § 312g Abs. Nr. 2–8 BGB für bestimmte Warenlieferungen nicht.

### Bilanzierung
Im Rechnungswesen löst die Lieferung beim Verkäufer einen Warenausgang nebst Fakturierung aus, beim Käufer entsprechend einen Wareneingang. Bei der Bilanzierung gibt es für Forderungen aus Lieferungen den Rechtsbegriff „Lieferung und Leistung“ nach § 266 Abs. 2 B II Nr. 1 HGB. Eine Aktivierung als „Forderungen aus Lieferungen und Leistungen“ kommt am Bilanzstichtag beim Lieferanten nur in Betracht, wenn dem Käufer vom Lieferanten ein Lieferantenkredit eingeräumt wurde und die Lieferung erfolgt ist. Mit Leistung werden alle vom Unternehmer veräußerten immateriellen Kaufobjekte wie Dienstleistungen, Rechte oder Energie erfasst.

### Umsatzsteuerrecht
Das Umsatzsteuerrecht kennt in § 3 Abs. 1 UStG die einzige Legaldefinition der Lieferung. Danach handelt es sich bei den Lieferungen eines Unternehmers um Leistungen, durch die er oder in seinem Auftrag ein Dritter den Abnehmer oder in dessen Auftrag einen Dritten befähigt, im eigenen Namen über einen Gegenstand zu verfügen (Verschaffung der Verfügungsmacht). Die „Verschaffung der Verfügungsmacht“ über einen Gegenstand bezeichnet die Verschaffung des wirtschaftlichen, nicht des rechtlichen Eigentums. Deshalb ist beispielsweise die Sicherungsübereignung keine Lieferung, wohl aber der Verkauf gestohlener Ware oder das Leasing, wenn der Gegenstand dadurch wirtschaftliches Eigentum des Leasingnehmers wird. An diesen steuerrechtlichen Lieferungsbegriff knüpft das Steuerrecht die Umsatzsteuerpflicht.

### Bankwesen
Im Bankenaufsichtsrecht wird im Zusammenhang mit dem Verkauf von Wertpapieren der Begriff der Lieferung bemüht. So sieht Art. 390 Abs. 6 Kapitaladäquanzverordnung für den Wertpapierhandel vor, dass beim üblichen Abrechnungsverfahren im Zeitraum von fünf Arbeitstagen nach Leistung der Zahlung oder Lieferung der Effekten entstehende Abrechnungspositionen im Risikopositionswert nicht zu berücksichtigen sind. Die seltene „effektive Lieferung“ von Wertpapieren betrifft die tatsächliche Auslieferung von effektiven Stücken und ist wegen des vorherrschenden Girosammelverfahrens heute ohne Bedeutung.

## Lieferungsbedingungen
Der Lieferant kann mit seiner Lieferung Lieferungsbedingungen verbinden, die als Allgemeine Geschäftsbedingungen im Rahmen des Kaufvertrags vereinbart werden. Hierin kann er mit dem Käufer einen Eigentumsvorbehalt beim Lieferantenkredit, Zahlungsziel, Lieferzeit, Transportart sowie die Kosten- (Berechnung von Verpackung, Fracht und Versicherung) und Gefahrenverteilung des Kaufobjekts regeln. Erfolgt beispielsweise eine Lieferung mit der Handelsklausel „frei Haus“, dann übernimmt der Verkäufer der Waren die Transportkosten; ist die Lieferung „unfrei“, muss der Käufer sämtliche Lieferkosten übernehmen. Internationale Lieferungsbedingungen sind die Incoterms. Werden keine besonderen Lieferbedingungen vereinbart, gelten die gesetzlichen Regelungen, wonach Warenschulden als Holschulden gelten. Denn Leistungsort ist nach § 269 BGB der Geschäftssitz des Verkäufers. Führt der Verkäufer dann die Versendung der Waren im Auftrag des Käufers aus, liegen Schickschulden vor, so dass Warenschulden im Handelsverkehr im Zweifel Schickschulden sind.

## Lieferungsverzug
Ist bei Kaufverträgen nichts anderes vereinbart, muss der Verkäufer sofort liefern (§ 271 Abs. 1 BGB). Wurde hingegen eine Lieferfrist vereinbart, muss der Lieferant seine Leistung bis zum Fristablauf erbringen. Die Lieferfrist (englisch delivery deadline) ist die Frist, die dem Lieferanten aufgrund seiner Lieferungsbedingungen für die Lieferung eingeräumt ist. Buchhalterisch handelt es sich um die Zeitspanne zwischen dem Warenausgang beim Lieferanten bis zum Wareneingang beim Auftraggeber. Die verspätete Lieferung heißt Lieferungsverzug und liegt vor, wenn eine fällige Lieferung nicht erfolgt ist und der Verkäufer die Lieferung schuldhaft verzögert oder ganz unterlassen hat. Beim Lieferungsverzug handelt es sich um einen Schuldnerverzug, bei welchem der Käufer nach § 323 BGB vom Vertrag zurücktreten und Schadenersatz verlangen (§ 346 Abs. 4, §§ 280ff., § 325 BGB) oder Lieferung und evtl. Schadenersatz (Verzögerungsschaden gem. §§ 280 Abs. 1 und 2, in Verbindung mit § 286 BGB) verlangen kann. Wenn der Liefertermin kalendermäßig festgelegt war, erübrigt sich eine Nachfrist (§ 286 Abs. 2 Nr. 1 BGB).

## Annahmeverzug
Liefert der Verkäufer vertragsgemäß, liegt ein Annahmeverzug vor, wenn der Käufer die ihm vereinbarungsgemäß angebotene Kaufsache nicht annimmt.

## Schweiz
In der Schweiz ist der Begriff der Lieferung anders definiert, was – z. B. bei Leistungen, die der Umsatzsteuer unterliegen – zu Irritationen führen kann.
SR 641.20, Art. 3d des Schweizerischen Mehrwertsteuergesetzes definiert eine Lieferung als
1. Verschaffen der Befähigung, im eigenen Namen über einen Gegenstand wirtschaftlich zu verfügen;
2. Abliefern eines Gegenstandes, an dem Arbeiten besorgt worden sind, auch wenn dieser Gegenstand dadurch nicht verändert, sondern bloß geprüft, geeicht, reguliert, in der Funktion kontrolliert oder in anderer Weise behandelt worden ist;
3. Überlassen eines Gegenstandes zum Gebrauch oder zur Nutzung.

Dies hat zur Folge, dass z. B. Winterdienst-Arbeiten (Schneeräumen) oder das Prüfen der Heizungsanlage durch den Kaminfeger in der Schweiz eine Lieferung darstellen und nicht als Dienstleistung gelten.